# Tentacle rape

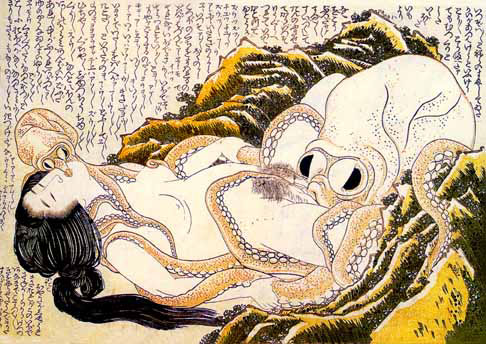
Il sogno della moglie del pescatore, pittura su legno di Hokusai (1820) dove una donna viene molestata da una coppia di piovre giganti

Tentacle rape (letteralmente stupro tentacolare) è un concetto, presente sia in horror hentai che in film a sfondo horror/pornografico, dove creature mostruose dotate di numerosi tentacoli abusano di giovani donne. Gran parte del genere rientra nell'ambito del BDSM ed in particolare del bondage, quando la vittima è imprigionata dai tentacoli. Oltre alle donne, le vittime possono essere giovani uomini e in tal caso si tratta di tentacle-rape-yaoi.

## Storia e descrizione
Toshio Maeda (autore di Urotsukidoji, manga pioniere del genere) sostiene di aver utilizzato il tentacle rape per aggirare la legge giapponese sulla censura, che proibisce di mostrare gli organi sessuali nei film, ma non contempla la presenza di tentacoli o appendici simili.
Alcuni esempi:
- La saga di Urotsukidoji ("Beast") - manga del 1986 di Toshio Maeda, poi trasposto anche in anime, edito in Italia da Edizioni Play Press nel 1994;
- La Blue Girl serie di OAV poi trasposti anche in film;
- Injukyoshi ("Obscene Beast Teacher");
- Shokushu High School;[1]

Tra i film ricordiamo La città delle bestie incantatrici (The Wicked City), tratta dall'omonimo manga, dove possenti creature dotate di tentacoli sono apparse nell'erotismo giapponese molto prima dell'hentai; tra le prime e più famose opere di questo genere spicca un dipinto intitolato "Il sogno della moglie del pescatore", shunga di Hokusai risalente al periodo Edo.